# Langnasen-Dornhai

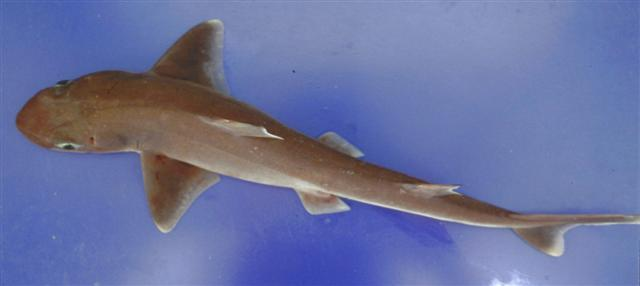
Langnasen-Dornhai aus dem Mittelmeer

Der Langnasen-Dornhai (Squalus blainville) gehört zur Ordnung der Dornhaiartigen (Squaliformes).

## Aussehen
Langnasen-Dornhaie werden maximal einen Meter lang. Sie sind von grauer oder brauner Farbe, die Unterseite ist hell. Vor den beiden Rückenflossen sitzen Dornen. Wie fast allen Arten der Squalomorphii fehlt ihnen die Afterflosse. 
Die kleinen Zähne von Ober- und Unterkiefers überlappen sich. Ihre Spitze krümmt sich horizontal nach hinten, die Kanten sind gesägt.

## Verbreitung
Der Langnasen-Dornhai lebt im östlichen Atlantik, vom Golf von Biskaya bis nach Namibia, im Mittelmeer, und im östlichen Pazifik bei Taiwan und Japan. Es gibt auch Berichte über Vorkommen im westlichen Atlantik sowie im Indischen Ozean und im Südpazifik. Es ist aber nicht sicher ob hier Verwechselungen mit anderen Dornhaien vorliegen. Langnasen-Dornhaie halten sich bevorzugt über den Kontinentalhängen in Tiefen von 15 bis 700 Metern auf.

## Lebensweise
Die Haie sind aktive, langsame Schwimmer. Sie leben einzeln oder in größeren, manchmal nach Geschlechtern getrennten Schwärmen. Knochenfische, kleinere Knorpelfische, Krebstiere, Kopffüßer und Borstenwürmer werden von den Tieren gefressen. Langnasen-Dornhai sind lebendgebärend. Sie bekommen pro Wurf bis zu 2 bis 4 Junge.